# واسیلی بوریسوف
واسیلی بوریسوف (روسی: Василий Фёдорович Борисов؛ زادهٔ ۱۲ دسامبر ۱۹۲۲) تیرانداز اهل اتحاد جماهیر شوروی سوسیالیستی بود.
وی در مسابقات کشوری و بین‌المللی در مجموع برندهٔ ۱۳ مدال طلا، ۶ مدال نقره، ۵ مدال برنز شده‌است.